# Pascualgnathus
Pascualgnathus es un género extinto de cinodonte traversodóntido que vivió durante el Triásico Medio de Argentina. Sus fósiles se han encontrado en la Formación Río Seco de la Quebrada. La especie tipo P. polanskii fue nombrada en 1966.

## Descripción
Pascualgnathus es un traversodóntido pequeño. Tenía grandes caninos superiores y pequeños dientes postcaninos. Los dientes postcaninos de Pascualgnathus y otros traversodóntidos son anchos, permitiéndoles comer material vegetal. Los postcaninos superiores de Pascualgnathus son rectangulares. Cada uno tiene un borde central y una cúspide al lado dirigidos hacia la boca. Hay otras dos cúspides en un lado del diente dirigidas hacia los labios, siendo una mayor que la otra. Los postcaninos inferiores tienen una forma menos rectangular y solo tienen dos cúspides. A diferencia de los postcaninos superiores, son más largos que anchos.

## Clasificación
Cuando Pascualgnathus fue nombrado originalmente en 1966, fue considerado como un miembro de la familia Diademodontidae, más cercanamente relacionado con el género africano Trirachodon que con Diademodon de Suramérica. Más tarde se descubrieron restos de Diademodon en la Formación Río Seco de la Quebrada junto a Pascualgnathus, lo que sugiere que los ancestros de Pascualgnathus migraron de África a América del Sur.